# Monumento alla Liberazione

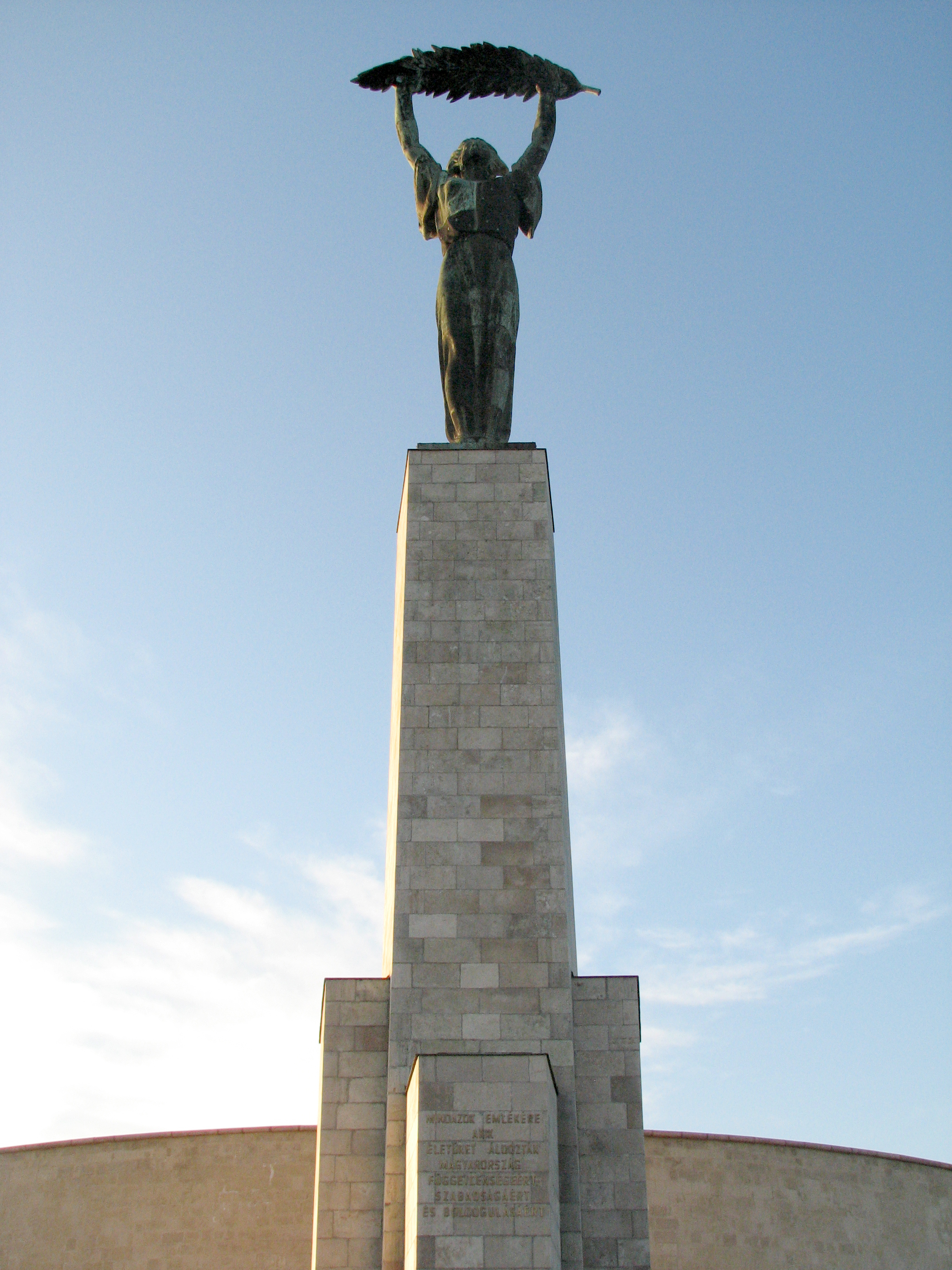
La statua della liberazione a Budapest

Il monumento alla Liberazione è un monumento che si trova a Budapest in Ungheria.
È formato da una figura femminile alta 14 metri che tiene alta la palma della vittoria. Il monumento fu edificato nel 1947 per celebrare la liberazione di Budapest dal nazismo da parte dell'Armata Rossa. Si trova in cima alla collina Gellért.